# Грабский, Михаил Исаакович
Михаил Исаакович Грабский (3 апреля 1923 — 3 августа 2007) — советский танкист, участник Великой Отечественной войны, Герой Советского Союза (1944).
В годы Великой Отечественной войны — командир орудия танка Т-34 52-й гвардейской танковой бригады 6-го гвардейского танкового корпуса, гвардии сержант.
В 1982 году эмигрировал на постоянное место жительства в США, что было расценено руководством СССР как предательство. 14 апреля 1983 года М. И. Грабский был лишён звания Героя Советского Союза и всех наград. Однако 15 августа 2000 года решением Кассационной коллегии Верховного Суда Российской Федерации он был восстановлен в звании Героя Советского Союза.

## Биография
Родился 3 апреля 1923 года в Киеве в семье рабочего. Еврей. Окончил среднюю школу.
После начала Великой Отечественной войны через Петровский райвоенкомат города Киева 25 июня 1941 года добровольцем ушёл в Красную армию, став курсантом 21-го учебного автополка. В боях под Сталинградом был ранен. После излечения направлен на курсы танкистов.
Командир орудия танка Т-34 52-й гвардейской танковой бригады 6-го гвардейского танкового корпуса 3-й гвардейской танковой армии 1-го Украинского фронта, гвардии сержант М. И. Грабский отличился осенью 1943 года в ходе Киевской наступательной операции.
В конце сентября 1943 года советские войска создали плацдарм в районе Лютежа на правом берегу Днепра. 4 ноября 1943 года перед рассветом на плацдарм с парома высадились танки бригады. В ходе атаки на позиции противника находился в авангарде, уничтожил один тяжёлый танк «Тигр», тем самым, способствовал переправе основным силам 52-й гвардейской танковой бригады.
Переправившись, 52-я гвардейская танковая бригада перешла в наступление в направлении Пущи-Водицы. Танк № 224 гвардии сержанта М. И. Грабского действовал в первом эшелоне, в ходе боя был подбит в правый борт. Повреждения оказались незначительными, и уже через 2 часа машина была отремонтирована силами экипажа и приняла участие в обходном манёвре на Пущу-Водицу. К утру 5 ноября 1943 года Пуща-Водица была полностью очищена от противника.
52-я гвардейская танковая бригада получила новую задачу: энергичными действиями в направлении Святошино перерезать магистраль Киев—Житомир, затем овладеть железнодорожным узлом и населённым пунктом Фастов. Вместе с передовым отрядом соседней бригады танкисты устремились по тылам противника и, за несколько часов с боями преодолев расстояние в 60 километров, подошли к Фастову.
В числе первых экипаж танка № 224 (командир танка — И. Г. Куперштейн, заряжающий — гвардии сержант М. И. Грабский, стрелок-радист Б. И. Берестовский, механик-водитель В. Е. Бугаев) ворвался в город и вступил в бой с немецкими танками. От удачного выстрела немецкий средний танк «Пантера» вспыхнул раньше, чем её экипаж успел изготовиться к выстрелу. Поначалу немецкие части, оборонявшие город, растерялись, так как создалось впечатление, что в город ворвалось крупное соединение советских войск и что сопротивление бессмысленно. Бросив в панике свыше 50 исправных, гружённых имуществом автомашин, немецкие части отступили, но через некоторое время перешли в контратаку.
Завязался неравный бой: в течение 12 часов танкисты отбивали атаки. В частности, экипаж танка № 224 записал на свой боевой счёт 3 танка противника. После подхода помощи Фастов был освобождён.
Указом Президиума Верховного Совета СССР «О присвоении звания Героя Советского Союза генералам, офицерскому, сержантскому и рядовому составу Красной Армии» от 10 января 1944 года за «образцовое выполнение боевых заданий командования на фронте борьбы с немецко-фашистскими захватчиками и проявленные при этом отвагу и геройство» был удостоен звания Героя Советского Союза с вручением ордена Ленина и медали «Золотая Звезда» (№ 2131).
Танк № 224 гвардии сержанта М. И. Грабского в составе 52-й гвардейской танковой бригады, получившей почётное наименование «Фастовская», прошёл боевой путь от Киева до Берлина, участвовал в освобождении Праги.
В 1946 году демобилизовался из армии, вернулся в Киев. В 1967 году он окончил Московский заочный институт местной промышленности. С 1979 года работал начальником УкрГлавСнаба.
В 1982 году эмигрировал на постоянное место жительства в США для воссоединения с семьёй сына. Руководство СССР расценило его отъезд как предательство, поэтому указом Президиума Верховного Совета СССР от 14 апреля 1983 года за измену Родине М. И. Грабский лишён звания Героя Советского Союза и всех наград.
Указом Президента Украины от 2 декабря 1995 года был восстановлен в звании Героя Советского Союза и в правах на государственные награды бывшего СССР. 
Затем и решением Кассационной коллегии Верховного Суда Российской Федерации от 15 августа 2000 года № КАС00-258 Михаил Исаакович Грабский был восстановлен в звании Героя Советского Союза, а также ему были возвращены все советские награды.
Проживал в штате Флорида (США). Умер 3 августа 2007 года в городе Сент-Луис (США).

## Награды и звания
Советские государственные награды и звания:
- Герой Советского Союза (10 января 1944; медаль «Золотая Звезда» № 2131)
- орден Ленина (10 января 1944)
- орден Красной Звезды
- медали, в том числе:
  - медаль «За победу над Германией в Великой Отечественной войне 1941—1945 гг.»
  - юбилейная медаль «За доблестный труд. В ознаменование 100-летия со дня рождения Владимира Ильича Ленина»
  - юбилейная медаль «Двадцать лет Победы в Великой Отечественной войне 1941—1945 гг.»
  - юбилейная медаль «Тридцать лет Победы в Великой Отечественной войне 1941—1945 гг.»
  - юбилейная медаль «50 лет Вооружённых Сил СССР».

## Память
Имя М. И. Грабского выбито золотыми буквами на пилонах Зала Славы Музея истории Великой Отечественной войны в Москве на Поклонной горе.